# Grevillea fililoba
Espèce
Classification phylogénétique
Grevillea fililoba est une espèce d'arbuste de la famille des Proteaceae endémique aux sols sableux et latéritiques d'une petite région près de Geraldton dans le sud-ouest de l'Australie-Occidentale. Il peut mesurer de 1 à 2 mètres de hauteur et produit des fleurs d'un rouge brillant avec un stigmate vert de juillet à septembre (en hiver) dans son aire naturelle. Les feuilles simples ou découpées font de 15 à 45 mm de long.